# Erlenbach (Laufach)
Der Erlenbach ist ein linker Zufluss der Laufach im Landkreis Aschaffenburg im bayerischen Spessart.

## Geographie

### Verlauf
Der Erlenbach entspringt im Wildegäulsbrunnen am Kreuzberg (457 m), südlich von Laufach. Er fließt zunächst in westliche Richtung, nimmt den Bach aus dem Kreuzgrund und dem Judenborn auf und knickt nach Norden ab. Kurz bevor der Erlenbach den Wald verlässt, speist er einige Fischweiher. In Laufach unterquert er die Trasse der Main-Spessart-Bahn und mündet dann von links in die Laufach.

### Zuflüsse
- Kreuzgrund (links)

### Flusssystem Aschaff
- Fließgewässer im Flusssystem Aschaff

## Einzelnachweise

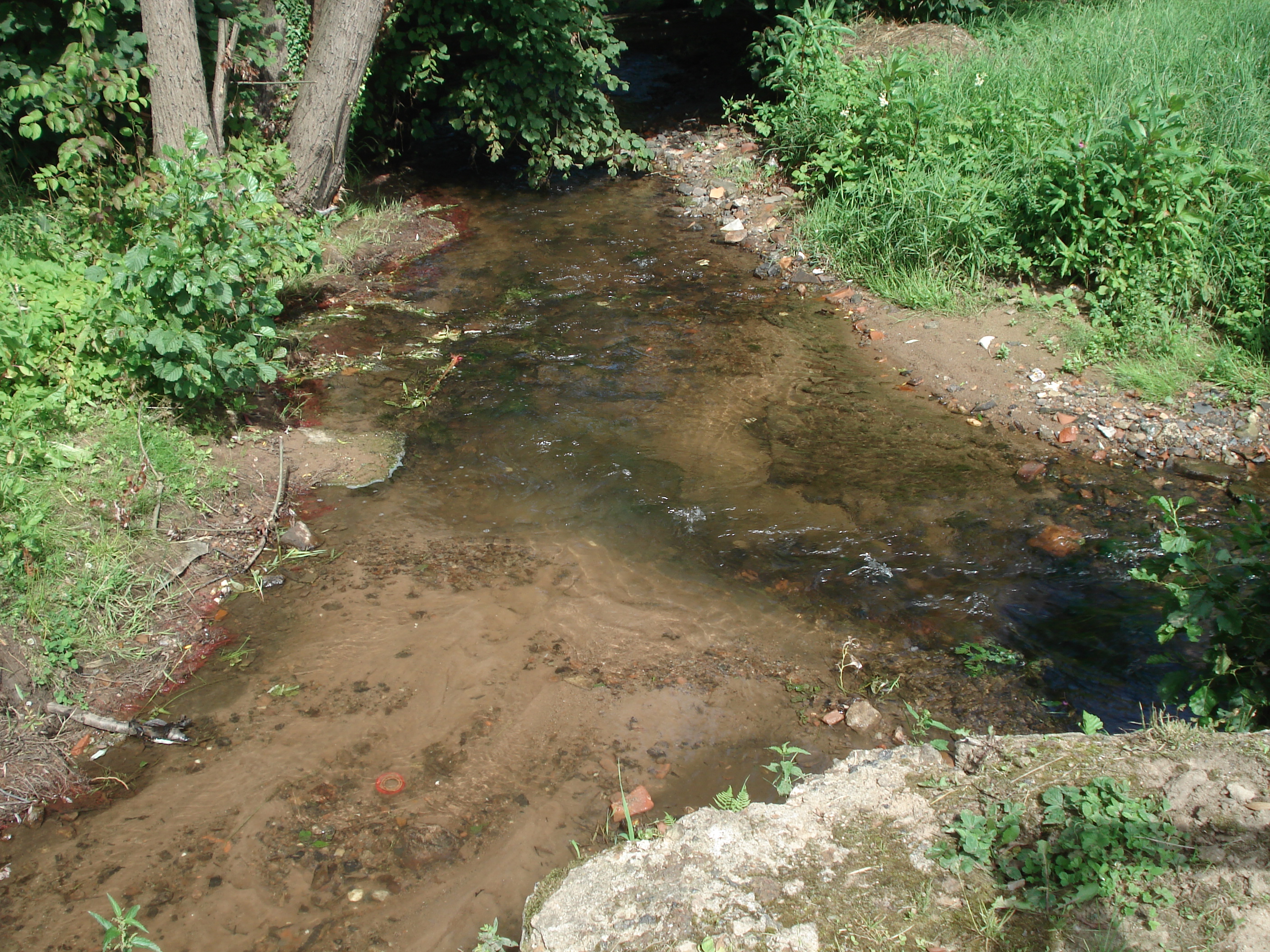
Der Erlenbach (vorne links) mündet in die Laufach (rechts)